# San Dionisio (El Salvador)
San Dionisio es un distrito del municipio de Usulután Este en el departamento de Usulután, El Salvador. De acuerdo al censo oficial de 2024, tiene una población de 3.676 habitantes.

## Historia
Por Decreto Legislativo del 21 de julio de 1920, fue erigido como pueblo el cantón Puerto Grande con el nombre de San Dionisio. A su territorio fueron agregados los cantones de Iglesia Vieja y Mundo Nuevo, así como los de San Dionisio y San Francisco.

## Información general
El distrito tiene un área de 114,95 km², y la cabecera una altitud de 12 m s. n. m. Las fiestas patronales se celebran en el mes de diciembre en honor a San Dionisio.